# Olhos nos Olhos
Olhos nos Olhos é uma telenovela portuguesa transmitida originalmente pela TVI entre 7 de outubro de 2008 a 11 de julho de 2009 em 223 capítulos substituindo Fascínios e sendo substituída por Sentimentos. É da autoria de Rui Vilhena. Contou com Paulo Pires, José Wallenstein, Paula Neves e São José Correia nos papéis principais.
Foi reposta no canal TVI Ficção entre 25 de julho de 2013 e 28 de janeiro de 2014 substituindo Meu Amor e sendo substituída por Sentimentos.
Foi reposta nas madrugadas da TVI entre 24 de julho de 2014 e 8 de outubro de 2014, substituindo Dei-te Quase Tudo e sendo substituida por O Teu Olhar. Esteve novamente em reposição nas madrugadas da TVI entre 7 de janeiro de 2021 e 10 de janeiro de 2021, substituindo A Outra. Ao fim de quatro episódios emitidos, esta reposição foi interrompida, sendo substituída pela retoma de Santa Bárbara - A Série.

## Sinopse
Vasco e Victor (Paulo Pires) são irmãos gémeos. Mesma cara, mesmo corpo... mesma ambição. Odeiam-se mutuamente, sendo esse o único laço que os une. Contrariando o típico par gémeo bom e gémeo mau, ambos são vilões. Disputavam brinquedos na infância, namoradas na adolescência e, agora nos seus caminhos em busca de fortuna, Victor e Vasco cruzam-se com os Viana Levi, uma família judaica, detentora de uma empresa de cosméticos com forte nome no mercado, mas que atravessa uma das suas maiores crises. Objectivo dos gémeos: chegar à presidência da empresa. 
Dessa família também faz parte o internacionalmente consagrado maestro Leonardo Viana Levi (José Wallenstein). É aqui que nos deparamos com um dos vários mistérios da trama: o que acontece às mulheres de Leonardo? O maestro já vai no terceiro casamento, com Beatriz (Paula Neves). A morte da sua primeira mulher acontece num acidente de viação. Mais tarde, a segunda mulher, Antónia (Anabela Teixeira) morre numa derrocada fatal de um prédio, num dia em que Lisboa é assolada por um ciclone, fruto das constantes e preocupantes mudanças climáticas que o planeta sofre. A verdade é que, horas antes de morrer na derrocada, Antónia planeava fugir de casa e levar consigo o filho Miguel (Frederico Barata), em segredo do marido e da família. O que quer que fosse que aterrorizava Antónia levanta uma dúvida: que responsabilidade tem Leonardo nestas mortes? Será azar o que persegue as suas relações ou será que ele esconde algo de tenebroso? 
O ciclone em Lisboa vai ser o fio condutor para outras personagens. Dos escombros do prédio é resgatada Isabel Silva Pereira (Marisa Cruz), uma mulher grávida, que sofre de morte cerebral e que levará a sua família a enfrentar um grande dilema moral: deverão mantê-la viva até ao nascimento do bebé ou desligar as máquinas e deixá-los os dois, evitando que a criança nasça deficiente? E o que fazer para descobrir quem é o pai da criança, informação essa que Isabel nunca confidenciou a ninguém? Para o descobrir, a irmã de Isabel, Eva (Bárbara Norton de Matos), e os seus avós, Teófilo (António Montez) e Rosário (Eunice Muñoz), levarão a cabo uma cruzada em busca da verdade, que pode manchar a memória da falecida. 
Final trágico também tem Bernardo Santos Oliveira (Pedro Granger), um homossexual assumido renegado pela família, que é apanhado no ruir do prédio. Engenheiro informático de profissão, Bernardo conseguiu amealhar uma pequena fortuna com a venda de um site. Quem tem direito ao dinheiro de Bernardo? Mário (Nuno Távora), o companheiro com quem viveu os seus últimos anos, ou os pais preconceituosos, Rute (Luísa Cruz) e Augusto (Vítor Norte), que o rejeitaram pela sua orientação sexual e agora reclamam a totalidade da herança? A verdade é que a família Santos Oliveira vive um problema com que muitos se identificarão: o das famílias endividadas que pagam cartão de crédito com cartão de crédito e que tentam manter um nível de vida muito superior às suas reais possibilidades.

## Elenco principal
- Paulo Pires - Vasco Ferreira e Victor Ferreira (Antagonistas)
- José Wallenstein - Leonardo Viana Levi (Antagonista)
- Paula Neves - Beatriz Borges Viana Levi (Protagonista)
- São José Correia - Susana Bastos / Germano Bastos (Co-Protagonista)
- Vitor Norte - Augusto Santos Oliveira
- Luísa Cruz - Rute Santos Oliveira
- Rita Salema - Manuela Sousa Mendes
- Marcantónio Del Carlo - Rogério Vaz de Almeida
- Vera Alves - Sílvia Vaz de Almeida
- Gracinda Nave - Natália Viana Levi
- Pedro Lamares - Jonas Viana Levi
- Sofia Grillo - Catarina Viana Levi
- Marco Delgado - Simão Ribeiro
- Bárbara Norton de Matos - Eva Silva Pereira
- Patrícia Tavares - Vera Viana Levi
- Carlos Vieira - Artur
- Ana Moreira - Simone Viana Levi
- Nuno Távora - Mário Vasques
- Lúcia Moniz - Cristina
- Sofia Ribeiro - Lorena Carvalho e Silva
- Diogo Amaral - Joaquim Carvalho e Silva
- Frederico Barata - Miguel Viana Levi
- Cristóvão Campos - Daniel Bastos
- Francisco Côrte-Real - Hugo Sousa Mendes
- Sara Salgado - Célia Viana Levi
- José Mata - Rodrigo Santos Oliveira
- Joana Duarte - Anabela
- João Cajuda - Tobias Vaz de Almeida
- Ana Catarina Afonso - Filipa
- Mina Andala - Mila Jamba
- Sara Barros Leitão - Sofia Vaz de Almeida
- Rui Porto Nunes - Gustavo Viana Levi Vaz de Almeida

Actores convidados:
- Irene Cruz - Madalena Viana Levi
- Margarida Carpinteiro - Ângela Ferreira
- Victor de Sousa - Carlos

Participações especiais:
- Eunice Muñoz (†) - Rosário Silva Pereira
- Ruy de Carvalho - Dionísio
- António Montez (†) - Teófilo Silva Pereira

Elenco infantil:
- Diogo Carmona - Bruno Viana Levi
- Miguel Carneiro - André Santos Oliveira

Participações Especiais no 1º Episódio:
- Pedro Granger - Bernardo Santos Oliveira
- Anabela Teixeira - Antónia Viana Levi
- Marisa Cruz - Isabel Silva Pereira
- Dânia Neto - Amante de Victor

## Elenco adicional
- Ana Mafalda - Irmã Maria
- Adérito Lopes - Recepcionista do Hotel
- Alexandre da Silva - Enfermeiro
- António Rodrigues - Inspector PJ
- Carlos Sampaio - Jornalista
- Chris Murphy - Dennis
- Cremilda Gil - Madre Superiora
- Cristina Silva
- Eurico Lopes - Médico
- Francisco Sobral
- Gonçalo Lello
- Joana Araújo - Amante de Simão
- João Brás - Padre
- Joaquim Guerreiro - Marido de Carla
- Josué Baptista
- Júnior Sampaio
- Leonor Correia
- Luís Lucas - Dr. Queiroz e Melo
- Luís Romão
- Manuela Couto - Flora
- Miguel Romeira - Médico
- Miguel Sá Monteiro
- Nuno Guerreiro - Cartomante
- Oceana Basílio - Amante de Simão
- Rui Mendes - Juiz Lourenço de Sousa
- Rute Miranda - Médica
- Sandra Santos - Carla
- Teresa Cruz - Jornalista
- Tiago Fernandes - Jovem que passeia os cães

## Banda sonora
Álbum Olhos nos Olhos (2009, CD, Farol Música).
- João Pedro Pais - "Mais que uma Vez" (Tema de genérico)
- Mafalda Veiga- "Imortais"
- Pluma - "Doce Desejo, Doce Razão"
- Pluma - "Ser Imortal"
- Berg - "Só Um Minuto"
- Paula Teixeira - "Os Lados da Vida"
- The Guys From The Caravan - "Maria"
- João Miguel - "Por ti tu Chamo"
- Capitão Romance - "Estrelas e Cometas"
- Capitão Romance - "A Luz do Teu Desejo"
- Pedro Henriques - "Quanta Falta"
- Per7ume - "Dias de Hoje"
- Thomas Godoj - "Love is You" (Tema de Célia e Rodrigo)
- Sépia - "Melodias de Mão em Mão"
- Vintém - "O Tempo Voa"
- Paul da Silva - News"
- Pólo Norte - "Jeito de Ser"
- Ménito Ramos - "No Amor é Tudo Ou Nada" (Tema de Beatriz)
- Berg - "Se eu Disser" (Tema de Natália)
- Dina - "O Teu Olhar Mentiu" (Tema de Lorena)
- Rita Guerra – "Mesmo Assim" (versão 2008)
- Sinal - "Vivemos Sempre à Espera"
- Brandi Carlile - "The Story" (Tema de Hugo e Célia)
- João Gil - "Que Sorte!" (Tema de Rosário)
- Mundo Cão – "Morfina" (Tema de Vasco)
- Rádio Macau - "Quando Uma Rosa Morre" (Tema de Isabel)
- Classificados - "Nenhum Sinal de Ti" (Tema geral dos Viana Levi)
- Delfins - "Há uma Razão" (Tema de Simão)
- João Pedro Pais - "Um Volto Já" (Tema de Susana  Miguel)
- Classificados - "Sina"
- Ricardo Azevedo - "O Meu Mundo dos Sonhos"
- EZ Special - "Menina Bonita (Deixas Saudades)" (Tema de Gustavo e Sofia)
- Virgem Suta - "Linhas Cruzadas" (Tema de Bruno)
- Tiago Bettencourt - "Os Dois" (Tema de Victor)
- Mesa - "Quando as palavras" (Tema de Susana)

## Audiência
O primeiro episódio, e o único transmitido a seguir ao Jornal Nacional, registou 17.6% de audiência média e 43.0% share, o que acabou por ser o melhor registo da novela. Olhos nos Olhos fixou-se no período das 23 às 24 horas, no qual também foi exibido último episódio com o resultado de 10.2% de audiência média e 40.5% de share. Os 233 capítulos transmitidos registaram média de 9.1% de audiência e 35.6% de share.